# Georg Christoph Hönn

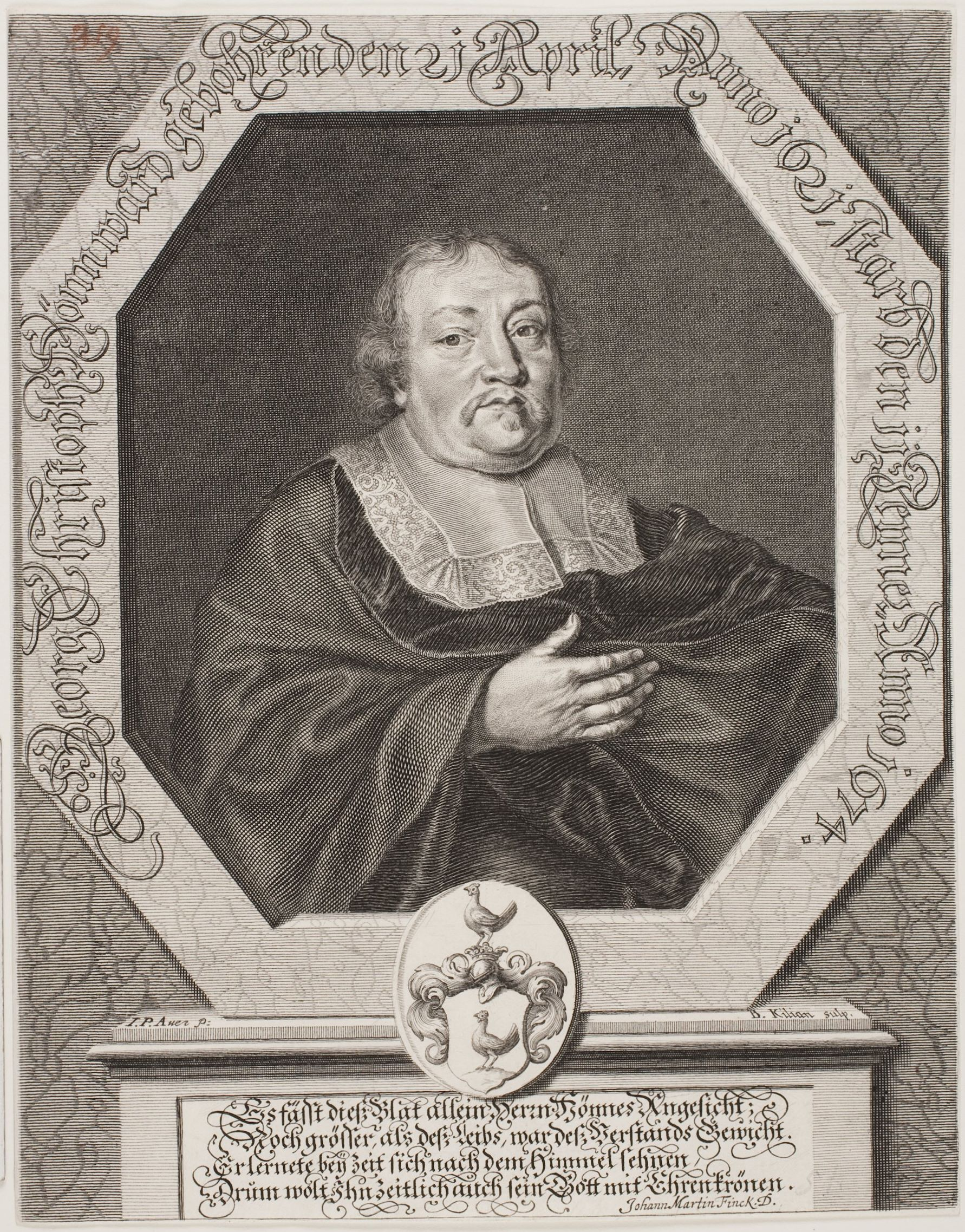
Georg Christoph Hönn

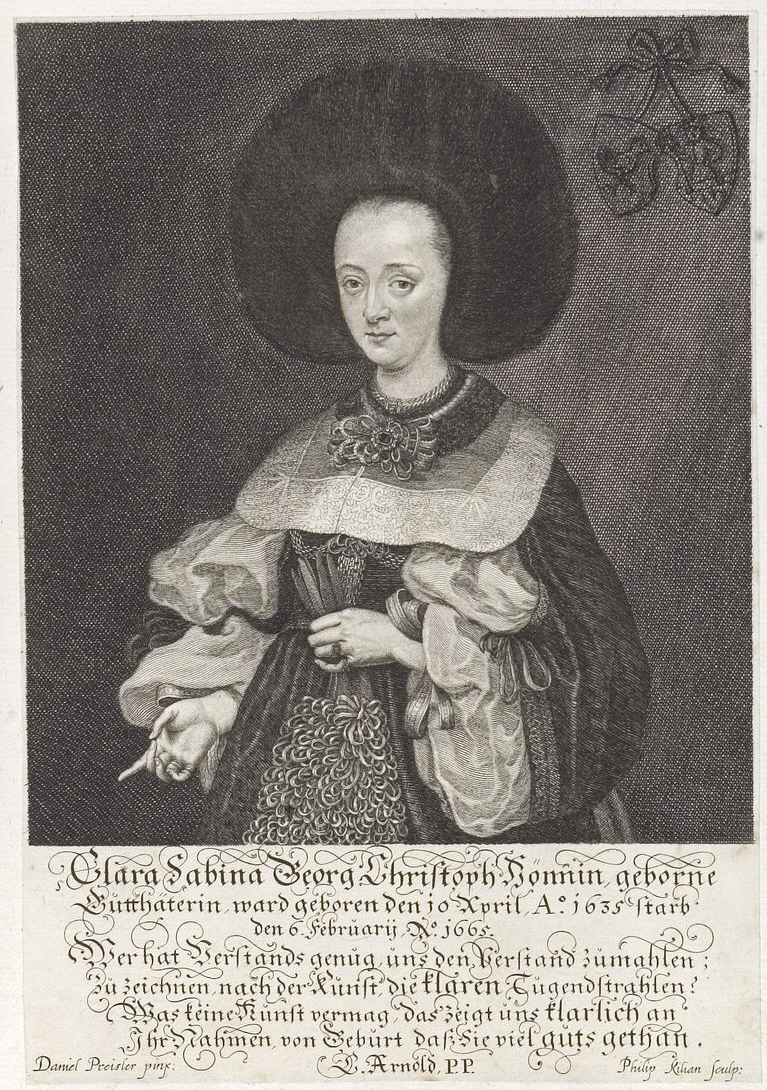
Clara Sabina Hönn

Georg Christoph Hönn (* 21. April 1621; † 1. Januar 1674) war ein Nürnberger Kaufmann.
Georg Christoph Hönn war ein Sohn des Kaufmanns Georg Hönn. Er war in erster Ehe verheiratet mit Clara Susanna Hönn, geb. Schnabel (* 21. Januar 1625 in Nürnberg; † 9. August 1663 ebenda). Nach deren Tod heiratete er in zweiter Ehe Clara Sabina Hönn, geb. Gutthäter (* 10. April 1635 in Nürnberg; † 6. Februar 1665 ebenda).